# Luis Heysen Zegarra
Luis Gabriel Ricardo Heysen Zegarra (Lima, 16 de octubre de 1947 - Ibídem, 4 de marzo del 2006) fue un ingeniero civil, empresario y político peruano. Fue miembro del Partido Aprista Peruano que ejerció como congresista de la república por la región Áncash desde el 28 de julio del 2001 hasta su fallecimiento. Fue también ministro de Transportes y Comunicaciones durante el primer gobierno de Alan García, diputado en dos periodos consecutivos y regidor de la provincia de Huaraz en 1984.

## Biografía
Luis Heysen Zegarra nació en la ciudad de Lima, capital principal del Perú, el 16 de octubre de 1947. Fue hijo de Luis Heysen Incháustegui, histórico miembro del Partido Aprista Peruano, y de Angélica Zegarra Russo.
Ingeniero civil graduado por la Universidad Nacional de Ingeniería en el año 1969. Luego emigró hacia Alemania y realizó estudios postgrado en la Instituto Tecnológico de Karlsruhe. Volviendo al Perú, estudió y se graduó en el curso de Defensa Nacional en el Centro de Altos Estudios Nacionales (CAEN).

## Trayectoria
Fue decano del Colegio de Ingenieros de Huaraz, provincia ubicada en la región Áncash, en dos lapsos. Fue también fundador del Capítulo de Ingenieros Civiles, siendo su primer presidente desde 1984 hasta 1985. Fue catedrático de la Universidad Nacional Santiago Antúnez de Mayolo y empresario vinculado a temas de construcción desde el año 1999.

## Carrera política
Al igual que su padre, Luis Heysen fue militante del Partido Aprista Peruano, partido político de Víctor Raúl Haya de la Torre.
Como político incursionó en el año 1983, en donde fue elegido como regidor de la Municipalidad Provincial de Huaraz para el lapso 1984-1986.
En las elecciones del año 1985, Luis Heysen postuló a la Cámara de Diputados del Congreso de la República por la circunscripción de Áncash y resultó luego elegido con 7,092 votos, siendo juramentado para el periodo parlamentario 1985-1990.
En su primera gestión fue presidente de las comisiones de Presupuesto (1988-1989) y de Banca y Seguros (1987-1988). Fue también miembro de las Comisiones de Vivienda y Defensa Nacional.
El 11 de marzo de 1989, Luis Heysen Zegarra fue nombrado y juramentado por el presidente Alan García como su nuevo ministro de Transportes y Comunicaciones de su primer gobierno, reemplazando en el cargo a Camilo Carrillo Gómez. Sin embargo, Heysen permaneció en el cargo hasta el 6 de octubre del mismo año, siendo reemplazado en el cargo por Oswaldo Morán Márquez.
Heysen siguió ejerciendo sus labores como diputado y en las elecciones de 1990 fue reelegido en el cargo para el periodo 1990-1995, obteniendo 7,426 votos. En el periodo 1990-1991, fue elegido como presidente de la Comisión de Economía. Sin embargo el 5 de abril de 1992, su cargo fue disuelto debido al autogolpe de estado decretado por el presidente Alberto Fujimori de la cual formó parte de la oposición al régimen dictatorial.
Intentó ser congresista en 1995, sin embargo no tuvo éxito. Luego de la caída del régimen fujimorista y la convocatoria a nuevas elecciones generales para el año 2001, Heysen volvió al ámbito político y postuló nuevamente al Congreso por el Partido Aprista Peruano en los comicios parlamentarios, la cual tuvo éxito resultando congresista electo por tercera vez y fue juramentado para el periodo 2001-2006.
En su tercera gestión integró la Comisión de Presupuesto, de la que fue secretario en el lapso 2001-2002 y vicepresidente en el lapso 2002-2003. Fue también miembro de la Comisión de Transportes y Comunicaciones y presidente de la Célula Parlamentaria Aprista en el lapso 2003-2004, así como presidente de la Comisión de Energía y Minas, siendo éste su último cargo congresal. 

## Fallecimiento
El 4 de marzo del 2006, Luis Heysen Zegarra falleció a los 58 años en la ciudad de Lima, tras ser diagnosticado de cáncer. La noticia fue anunciada en el Congreso de la República, la cual guardó un minuto de silencio en su honor siendo homenajeado por las diversas bancadas parlamentarias. Sus restos fueron velados en la Iglesia de Santa María Reina ubicado en el distrito de San Isidro y luego fueron homenajeados en el Congreso de la República bajo la presidencia de Marcial Ayaipoma, en donde posteriormente fueron enterrados en el Cementerio Jardines de la Paz del distrito de La Molina.